# إرنست سبنسر
إرنست سبنسر (بالإنجليزية: Ernest Spencer)‏ (1 مايو 1888 بملبورن في أستراليا - 4 نوفمبر 1953) هو لاعب كريكت أسترالي. لعب مع فريق فكتوريا للكريكت.

## وصلات خارجية
- إرنست سبنسر على موقع إي آس بي آن كريك إنفو (الإنجليزية)